# Галицкий, Станислав Степанович
Станислав Степанович Галицкий (1911—1980) — генерал-майор Советской Армии, генерал бригады Войска Польского, участник Великой Отечественной войны.

## Биография

Могила Галицкого на Лукьяновском военном кладбище Киева.

Станислав Галицкий родился 3 ноября 1911 года. В 1931 году он был призван на службу в Рабоче-крестьянскую Красную Армию. Окончил Тамбовскую командную кавалерийскую школу.
С сентября 1941 года — на фронтах Великой Отечественной войны. Участвовал в боях на Южном и Донском фронтах, будучи командиром 206-го стрелкового полка 99-й стрелковой дивизии 66-й армии. Во время контрнаступления советских войск под Сталинградом перед полком Галицкого была поставлена задача овладения Сталинградским тракторным заводом. 30 января 1943 года полк успешно штурмом захватил кладбище и дома северо-западнее окраины территории тракторного завода, что позволило основным силам выйти на исходные позиции для решающего штурма окружённой армии Паулюса. В тех боях 206-й стрелковый полк уничтожил более 3000 солдат и офицеров противника, ещё около 6000 взял в плен, захватил большие трофеи.
В 1943 году Галицкий как поляк по национальности был направлен в формирующиеся части Войска Польского и назначен на должность заместителя командира 1-й Варшавской польской пехотной дивизии имени Тадеуша Костюшко Зыгмунта Берлинга. 18 марта 1944 года по ходатайству Союза польских патриотов Постановлением Совета Народных Комиссаров Галицкому было присвоено воинское звание генерал-майора.
В 1944 году Галицкий командовал 3-й Померанской пехотной дивизией, однако после неудачного штурма Варшавы передал командование ею генералу бригады Станиславу Зайковскому. В послевоенное время Галицкий продолжил службу в Войске Польском, был начальником пехотной школы 18-й пехотной дивизии, а позднее командовал 14-й пехотной дивизией. В феврале 1946 года Галицкий вернулся в СССР, а в 1951 году вышел в отставку. Проживал в Киеве. Умер 21 марта 1980 года, похоронен на Лукьяновском военном кладбище Киева.
Был награждён двумя орденами Красного Знамени, орденом Красной Звезды, польским Крестом Грюнвальда 3-й степени, рядом советских и польских медалей.